# Parcul Bruno Kreisky din Viena

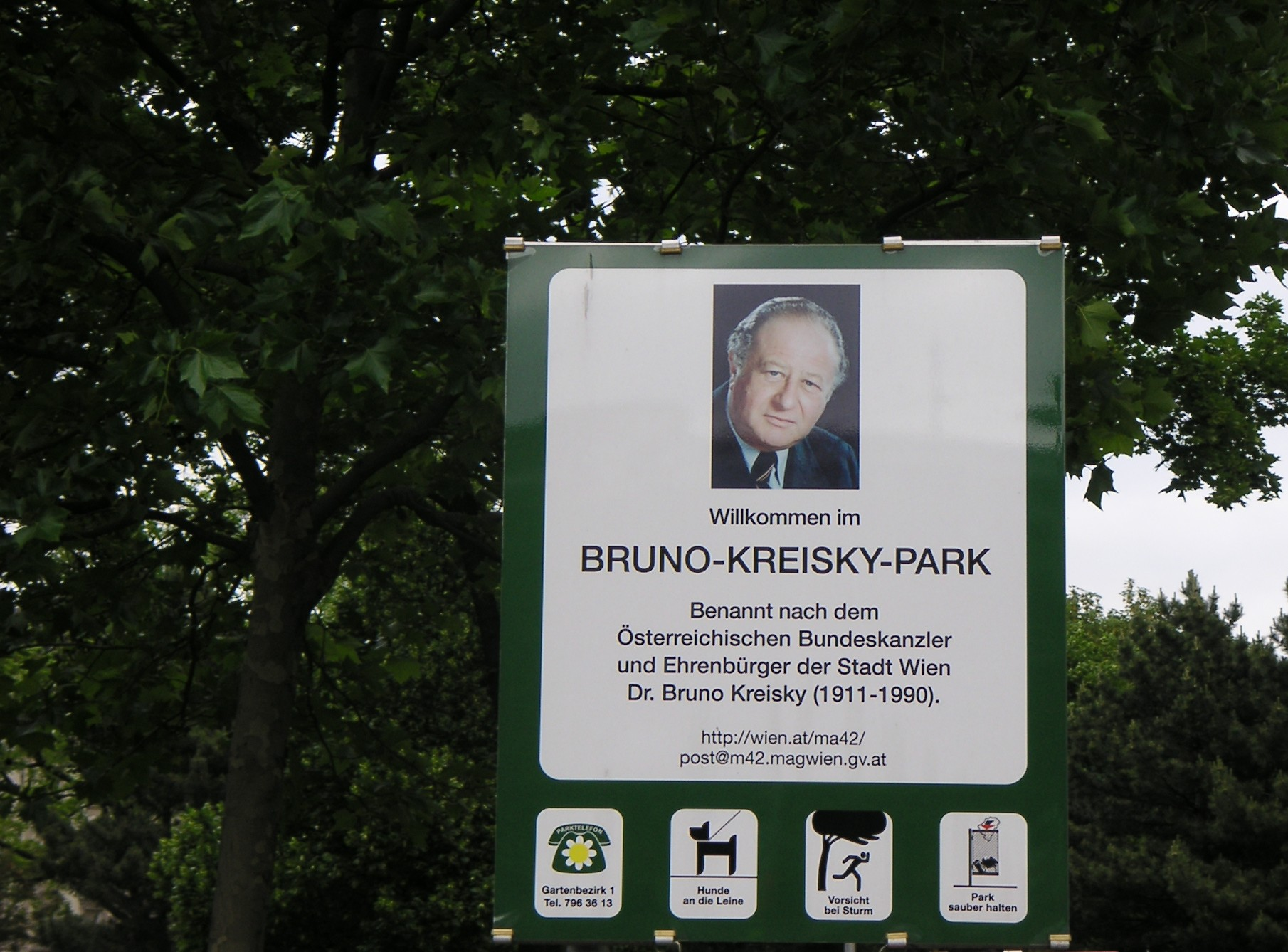
Intrarea în Parcul Bruno Kreisky

Parcul Bruno Kreisky din Viena (în germană Bruno-Kreisky-Park) este un parc situat în Margareten, districtul 5 al Vienei. El are suprafața de 10.300 m².
După demolarea zidurilor de fortificații la sfârșitul secolului al XIX-lea, locul a fost amenajat inițial ca Sankt-Johann-Park în cartierul Hundsturm. Numele parcului a provenit de la Spitalul St. Johanns an der Als, care a fost fondat de către Frederic cel Frumos, proprietarul de odinioară al acestui domeniu.
fabrica a fost construită inițial ca Parcul Sf. Ioan din partea Hundsturm cartierul. 1908 a fost numit la spitalul Sf. Ioan, la Ca,  
La data de 29 iulie 2005, cu ocazia comemorării a 15 ani de la moartea lui Bruno Kreisky, parcul a primit numele acestui om politic austriac al cărui loc de naștere se afla în apropiere de locația parcului.
La capătul parcului se află capela Hundsturm.

## Imagini

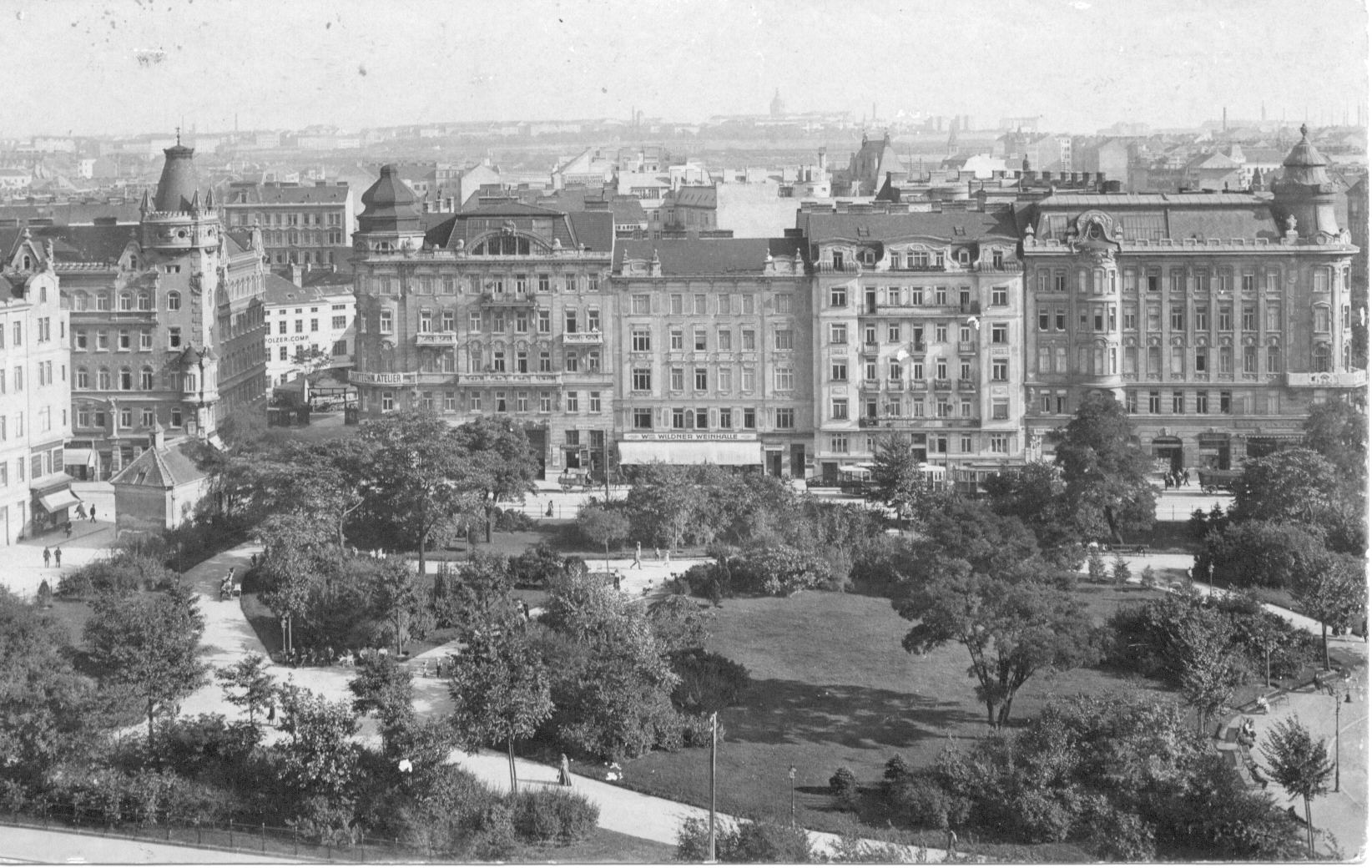
Actualul parc Bruno Kreisky la începutul secolului al XX-lea
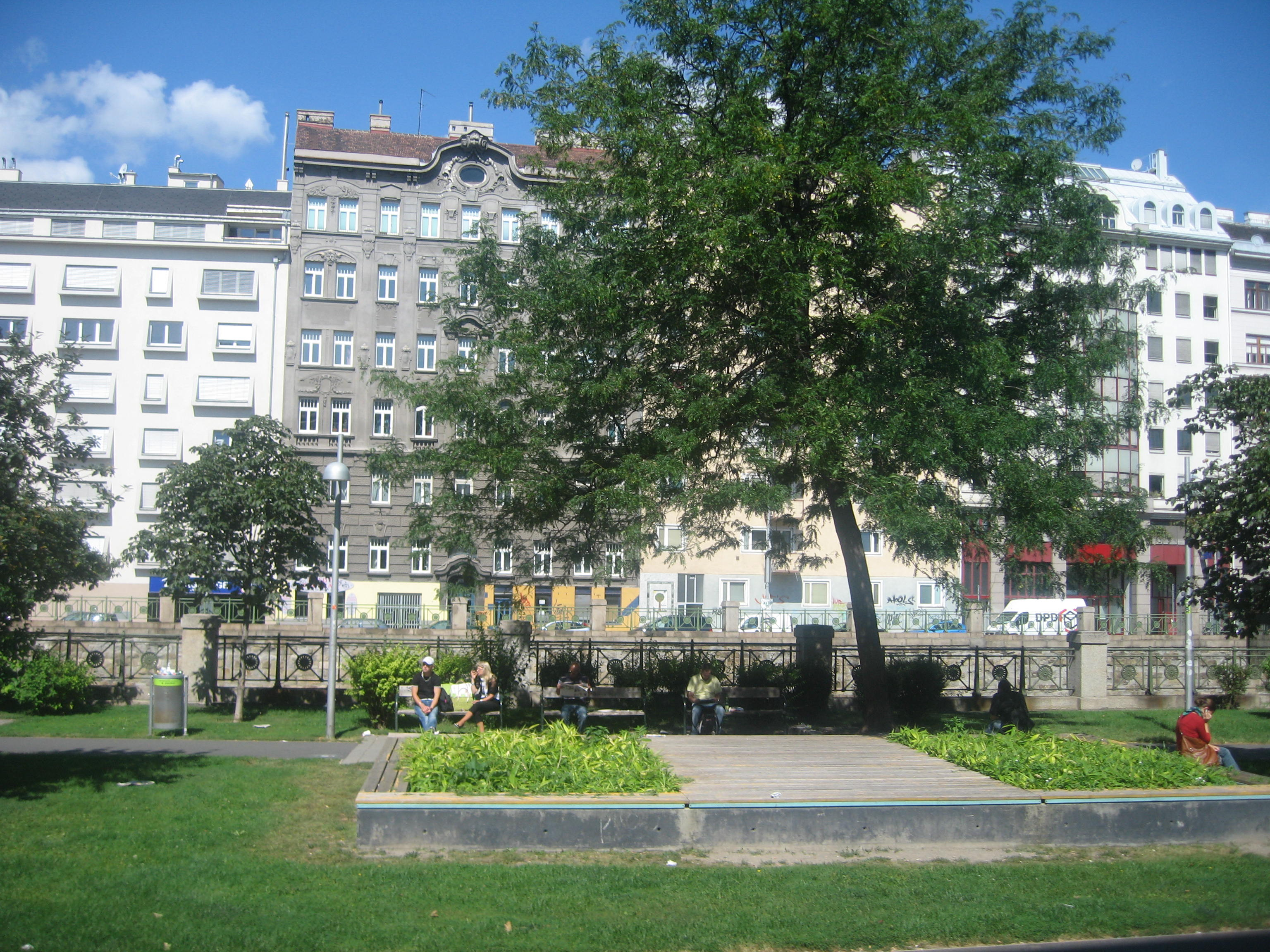
Parcul văzut de pe Wienzeile
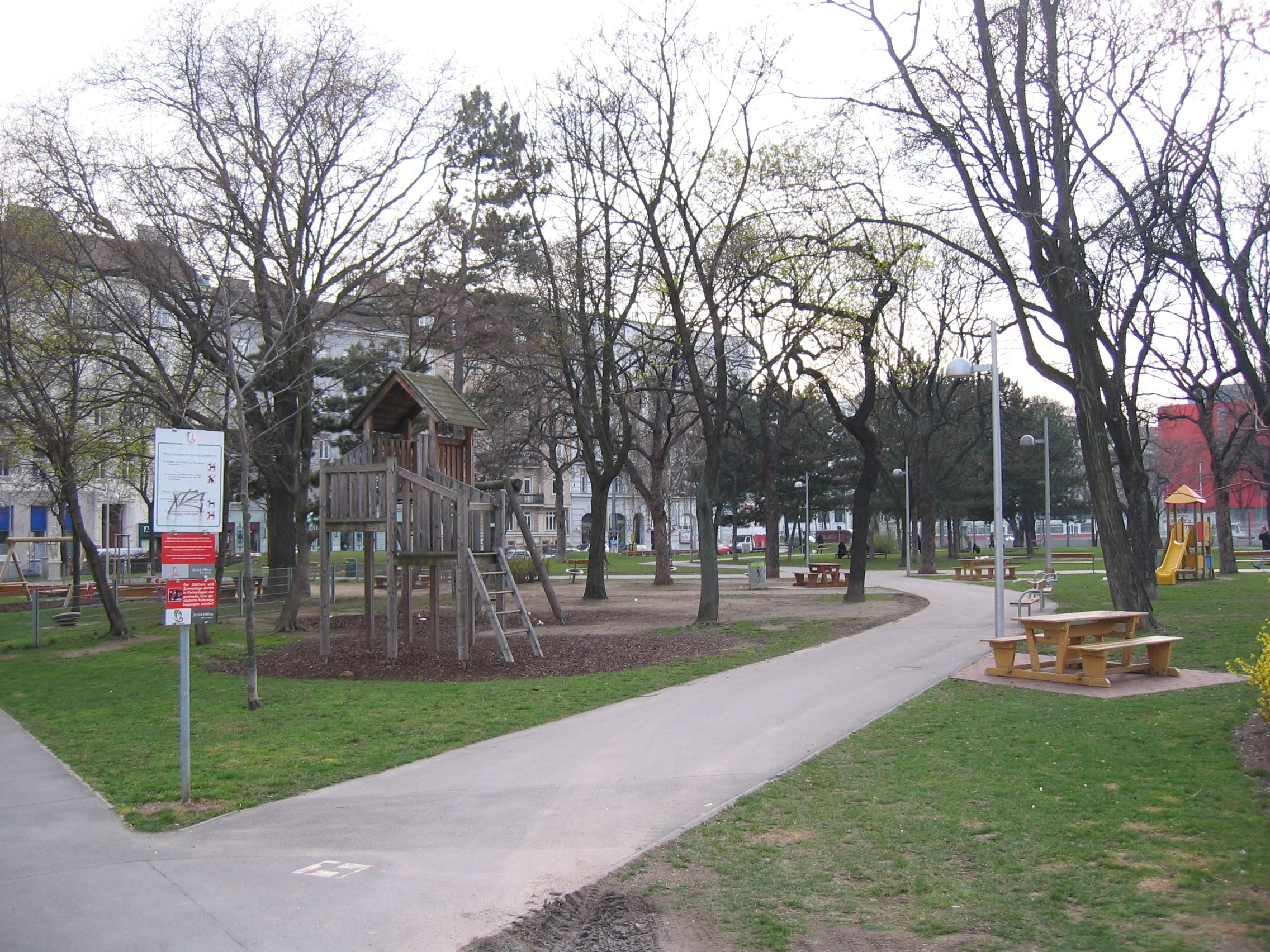
Parcul văzut de pe Wienzeile
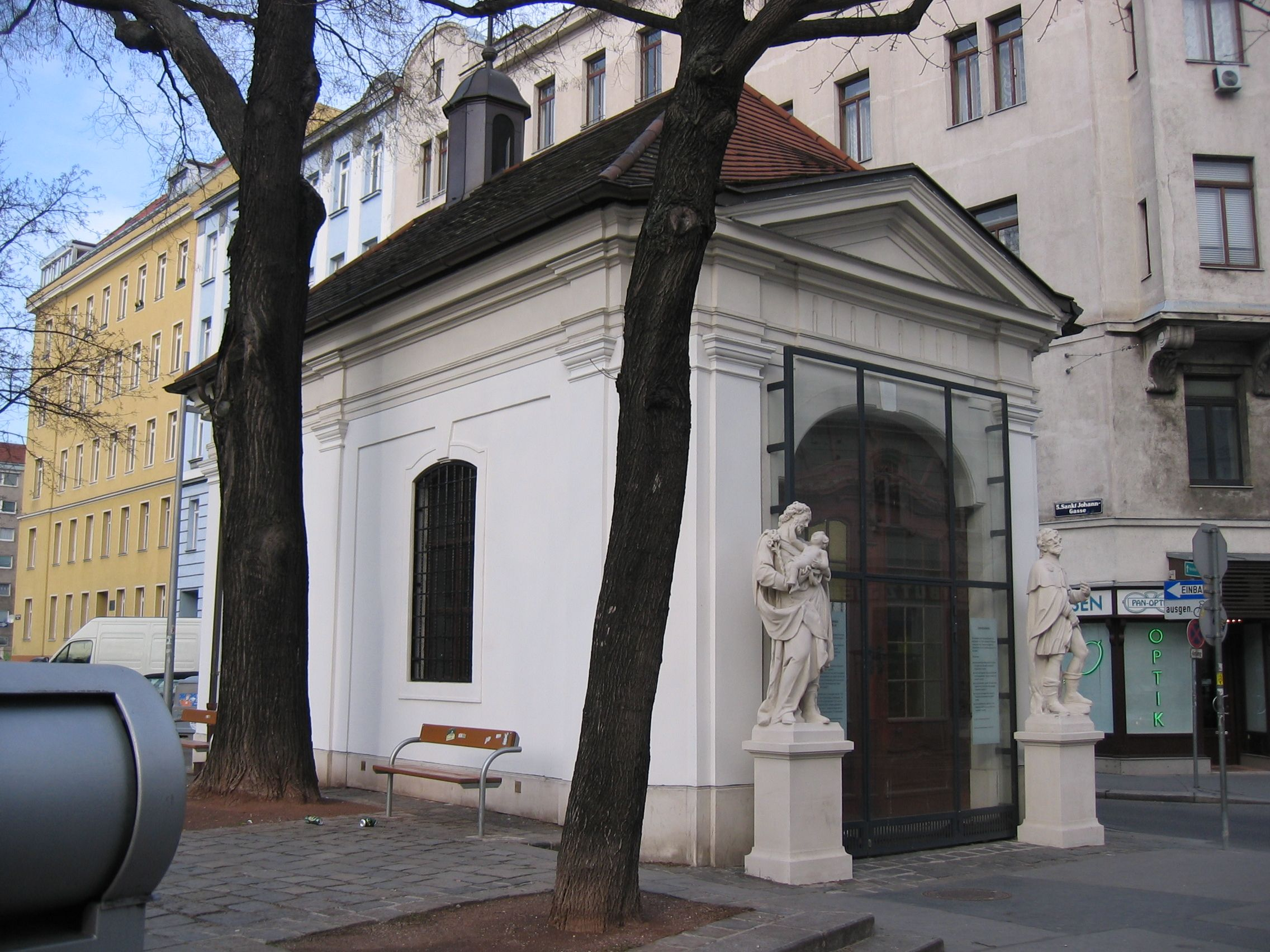
Capela Hundsturm